# Tizian
Tizian (také Titian, plným jménem Tiziano Vecellio či Vecelli 1477/80, pravděpodobněji 1488/90 Pieve di Cadore (Benátsko) – 27. srpen 1576 Benátky) byl benátský pozdně renesanční malíř, přední zástupce italské malby své doby. Měl velmi široký umělecký záběr: vynikl jako neobyčejný portrétista a zároveň maloval i krajiny a náboženská či mytologická témata. Jeho obraz Apollo a Marsyas je nejcennějším uměleckým dílem na území Česka. Tizian patřil k umělcům, kteří dosáhli slávy již za svého života, a jeho díla nikdy nepřestala být uznávána.

## Životopisná data
Tizian se narodil v městečku Pieve di Cadore (Benátsko) do významné šlechtické rodiny Vecelliů jako čtvrté z pěti dětí. Jeho otec Gregorio byl konšelem a vojenským velitelem městské milice, a proto svého syna předal na vychování strýci Antoniovi, který žil v Benátkách. Původní záměr byl udělat z Tiziana soudce, ale ten se rozhodl pro malířství. Uvádí se, že se začal školit v benátské dílně Sebastiana Zuccata (1450–1527), malíře fresek a spolutvůrce mozaikové výzdoby basiliky San Marco. Tizian však brzy přešel do dílny Gentila a Giovanni Belliniů. Nejvýznamnějšího poučení se mu však dostalo od Giorgiona. V roce 1507 pomáhal Giorgionovi při freskové výzdobě skladu německých obchodníků v Benátkách, zvaném Fondaco dei Tedeschi. V roce 1510 Benátky postihla morová epidemie, během níž Giorgione zemřel. To byl podnět k tomu, aby Tizian odešel do Padovy, kde namaloval třídílný freskový cyklus Zázraky sv. Antonína pro padovskou Scuola del Santo. Součástí cyklu byla i níže zmíněná freska Zázrak se zraněnou ženou (1511/12). V roce 1513 pozval papež Leo X. Tiziana do Říma, ale on raději nabídl své služby Benátkám. V tomtéž roce proto zaslal petici benátské Radě deseti, v níž žádal o místo senzála, oficiálního malíře Benátské republiky, které v té době zastával Giovanni Bellini. Teprve když v roce 1516 Bellini zemřel, Rada na uvolněné místo malíře Serenissimy jmenovala Tiziana. S tím související finanční zajištění mu umožnilo si zařídit dílnu u San Samuele. V té době namaloval několik obrazů se světskou tematikou určených pro pracovnu ferrarského vévody Alfonsa I. d´Este. Nejznámějším z nich je Tizianem signovaný obraz Bakchanále (dnes Prado, Madrid). Ve středu obrazu dívka s plavými vlasy zřejmě zobrazuje Violantu, dceru benátského malíře Palmy il Vecchio, která se stala ranou Tizianovou láskou.

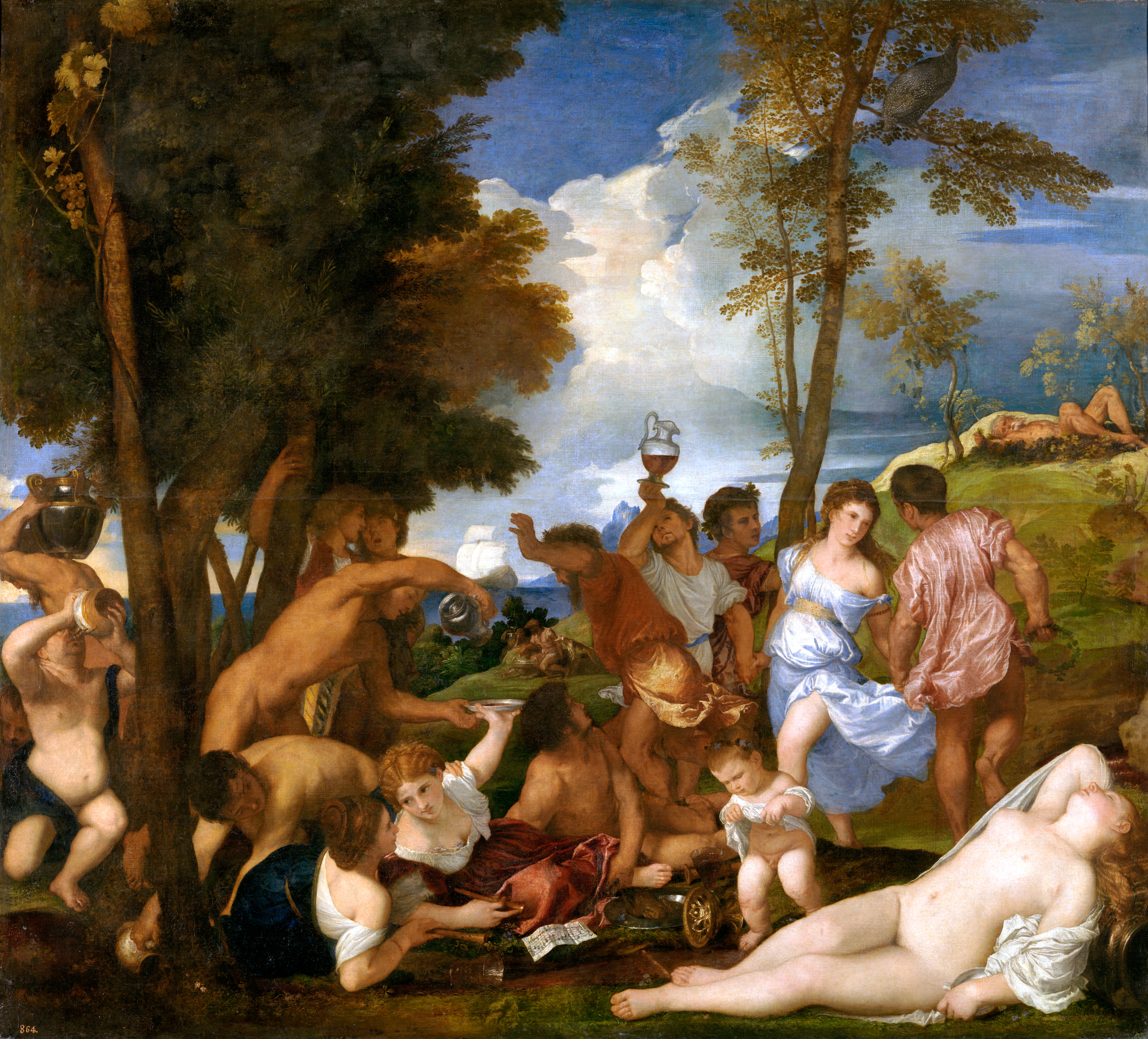
Bakchanále z Androsu (1516/19, Prado, Madrid)

V roce 1519 Tizian přijal zakázku od biskupa Jacopa Pesara na oltářní obraz známý jako Retábl Pesarů. Dodání retáblu určeného pro benátský kostel Santa Maria Gloriosa dei Frari se však protáhlo až do roku 1526. Tento obraz se stal vzorem pro pozdější benátské malíře počínaje Paolem Veronesem a konče Giovanni Battistou Tiepolem. Možnou příčinou opožděného dokončení retáblu bylo mistrovo seznámení se s dvorem mantovských Gonzagů. Zde se v roce 1524 poprvé setkal s Giuliem Romanem, hlavním reprezentantem středoitalského klasicismu. Z té doby pochází i portrét Federica Gonzagy, který se stal vzorem pro pozdější Tizianovy portréty významných osobností. Přibližně v téže době se Tizian oženil s paní Cecilií Soldanovou, která pocházela z oblasti Pieve di Cadore a s níž měl později i dva syny, Pomponia a Orazia. Cecilie však zemřela při porodu dcery Lavinie (1530) a o osiřelé tři děti se pak starala Tizianova sestra Orsa. Malíř sám se pak již znovu neoženil.

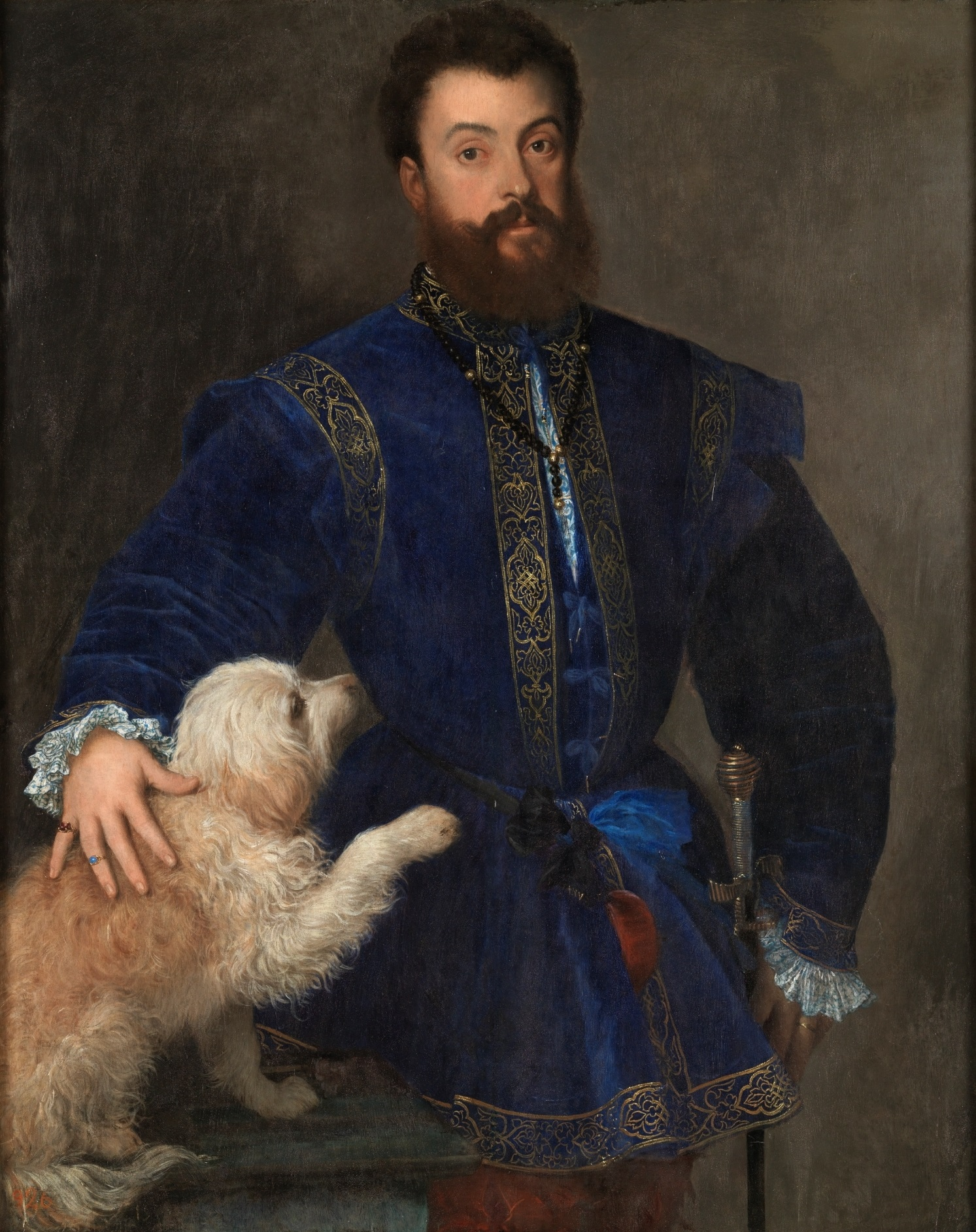
Federico Gonzaga se psem (1523/25, Prado, Madrid)

Pravděpodobně díky přímluvě Federica Gonzagy byl v roce 1530 Tizian představen císaři Karlu V. během jeho korunovace v Bologni. Tehdy vznikla i Tizianova první podobizna Karla V., která se až na detaily shodovala s obdobnou, ve stejné době namalovanou císařovou podobiznou z ruky Jacoba Seiseneggera, dvorního malíře Ferdinanda I. Habsburského. Tizianovi bylo za všechny služby nabídnuto, aby se stal oficiálním císařovým malířem, ale on zůstal věrný Benátské republice. Přesto ho císař povýšil do šlechtického stavu a jmenoval ho rytířem Řádu zlaté ostruhy. Během pobytu vzniklo i Tizianovo přátelství s vévodou z Urbina, čehož dokladem jsou nejen portréty vévody a vévodkyně, ale především obraz Venuše urbinské (1538, Uffizi, Florencie). Po návratu do Benátek Tizian přesídlil do svého nového domu na Birri Grandi ve čtvrti San Canciano.

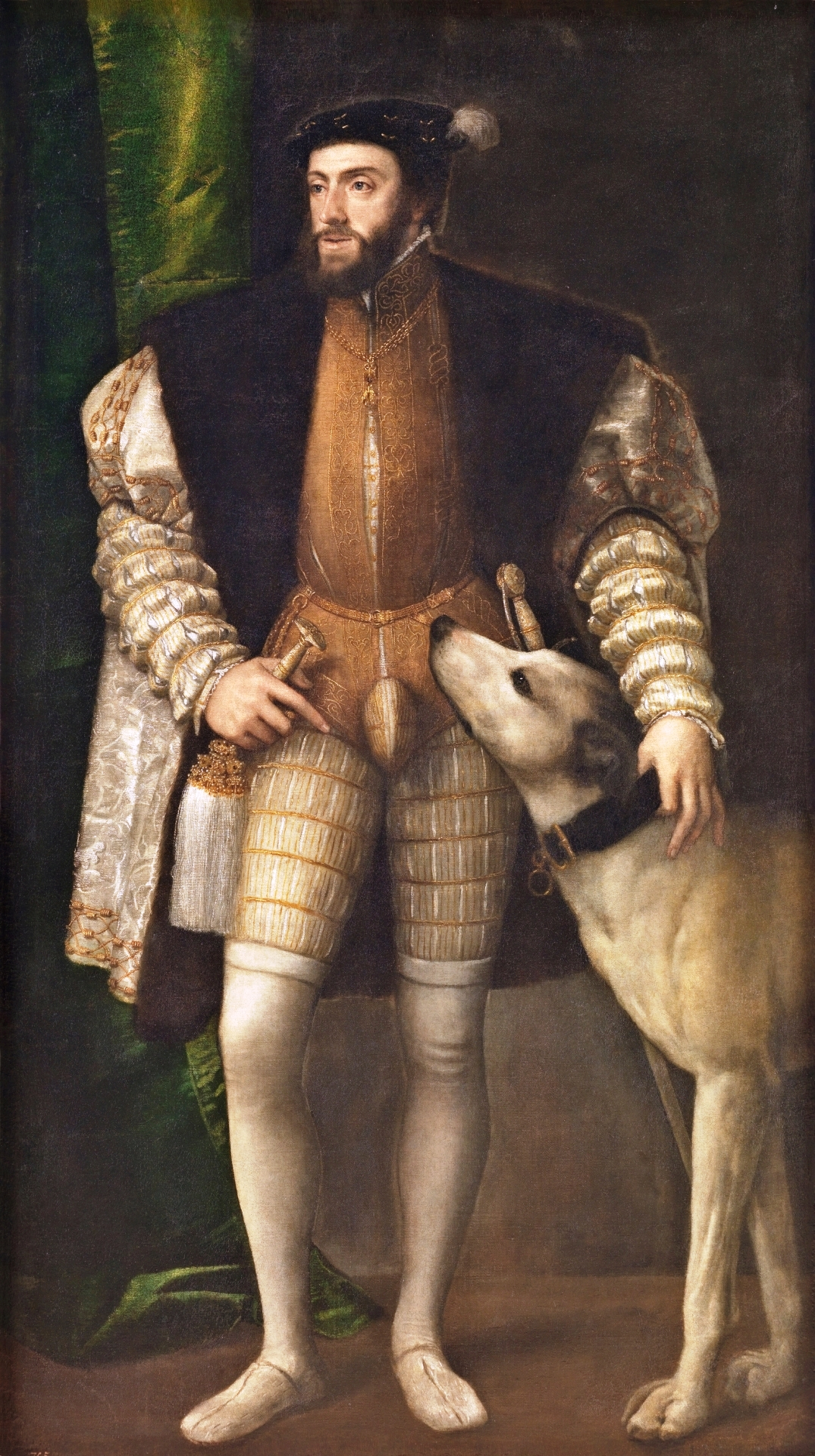
Císař Karel V. se psem (1532/33, Prado, Madrid)

Na pozvání Pietra Bemba, kardinála Farnese, Tizian odjel v říjnu 1545 do Říma. Na jaře následujícího roku mu bylo uděleno čestné římské občanství. Během pobytu vzniklo několik náboženských a mytologických obrazů, včetně Danae určené pro papežova synovce Ottavia (dnes Museo di Capodimonte, Neapol). Variant tohoto obrazu vzniklo později ještě několik. Díky intrikám, a to především ze strany římských malířů, Tizian ještě téhož roku Řím opustil. V listopadu 1546 se ještě zastavil ve Florencii, kde nabídl své služby arcivévodovi Cosimovi I. Medici, ale nebyl přijat. Po vítězné bitvě u Mühlberka v roce 1547 pozval císař Karel V. Tiziana na sněm Svaté říše římské do Augsburgu. Na počátku roku 1548 se proto Tizian vydal do německého Augsburgu, aby zde portrétoval nejvýznamnější osobnosti z císařova okruhu. Vznikla zde i známá jezdecká podoba císaře Karla V. nebo podobizna císařovny Isabely Portugalské (oba obrazy dnes v madridském Pradu). Asi ze stejné doby pochází i obraz Venuše s varhaníkem (dnes madridské Prado), který se stal základem několika dalších Tizianových vyobrazí mytologické Venuše. V roce 1550 pozval císař Tiziana opět do Augsburgu, aby zde portrétoval jeho syna Filipa II., budoucího španělského krále, a později i velkého objednavatele Tizianových obrazů. V roce 1551 se Tizian vrátil do Benátek a stal se členem významné Scuola Grande di San Rocco.

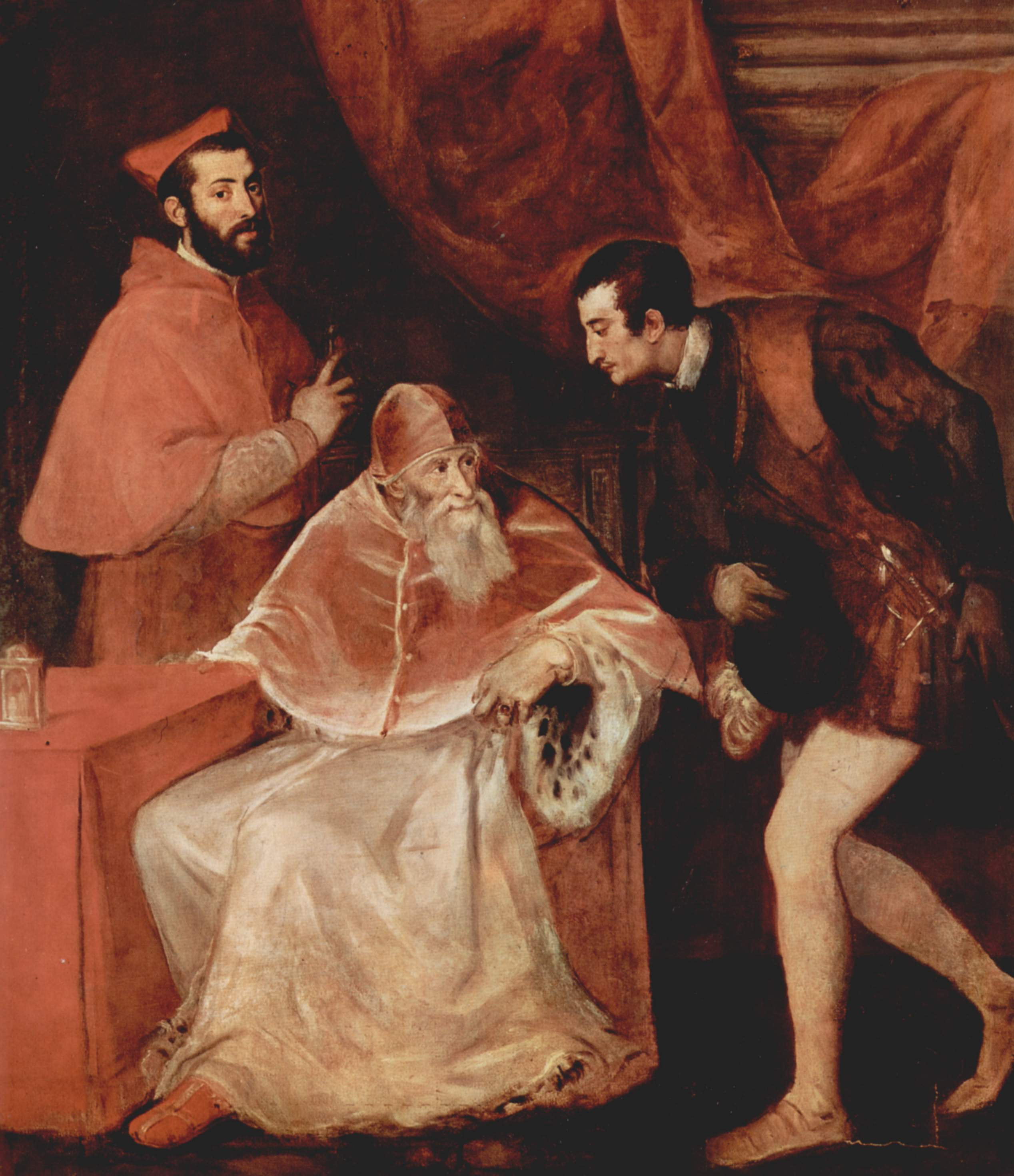
Portrét papeže Pavla III. se synovci Alessandrem a Ottaviem Farnese, (1546, Museo di Capodimonte, Neapol)

V 60. letech 16. století stárnoucí Tizian začal přenechává část prací svým spolupracovníkům působícím v mistrově dílně v Birri Grandi. Jeho osamocení prohloubila úmrtí císaře Karla V. (1558) a malířových uměleckých přátel – Jacopa Sansovina (1570) a Giorgia Vasariho (1574). Radost mu však učinilo usmíření se se synem Pomponiem a svatba jeho dcery Lavinie. Konec Tizianova života symbolizuje nedokončený obraz Piety z let 1576. Obraz byl dokončen asi 1580 Palmou il Giovane (v Pijoanových Dějinách umění/6 nazvaný Snímání z kříže). Obraz byl původně určený jako odměna pro františkány za hrobové místo v jejich kostele Santa Maria Gloriosa dei Frari. Na obraze Tizian zobrazil sebe sama buď jako Nikodéma nebo jako sv. Jeronýma klečícího před Pannou Marií držící tělo mrtvého Krista. Stojící postavou na druhé straně výklenku je naříkající Máří Magdaléna. Olejomalbu dokončil Palma il Giovane. Na obraze je Palmovi připisována postava anděla s pochodní a několik retuší. Dílo je dnes ve vlastnictví benátské Galleria dell'Accademia.

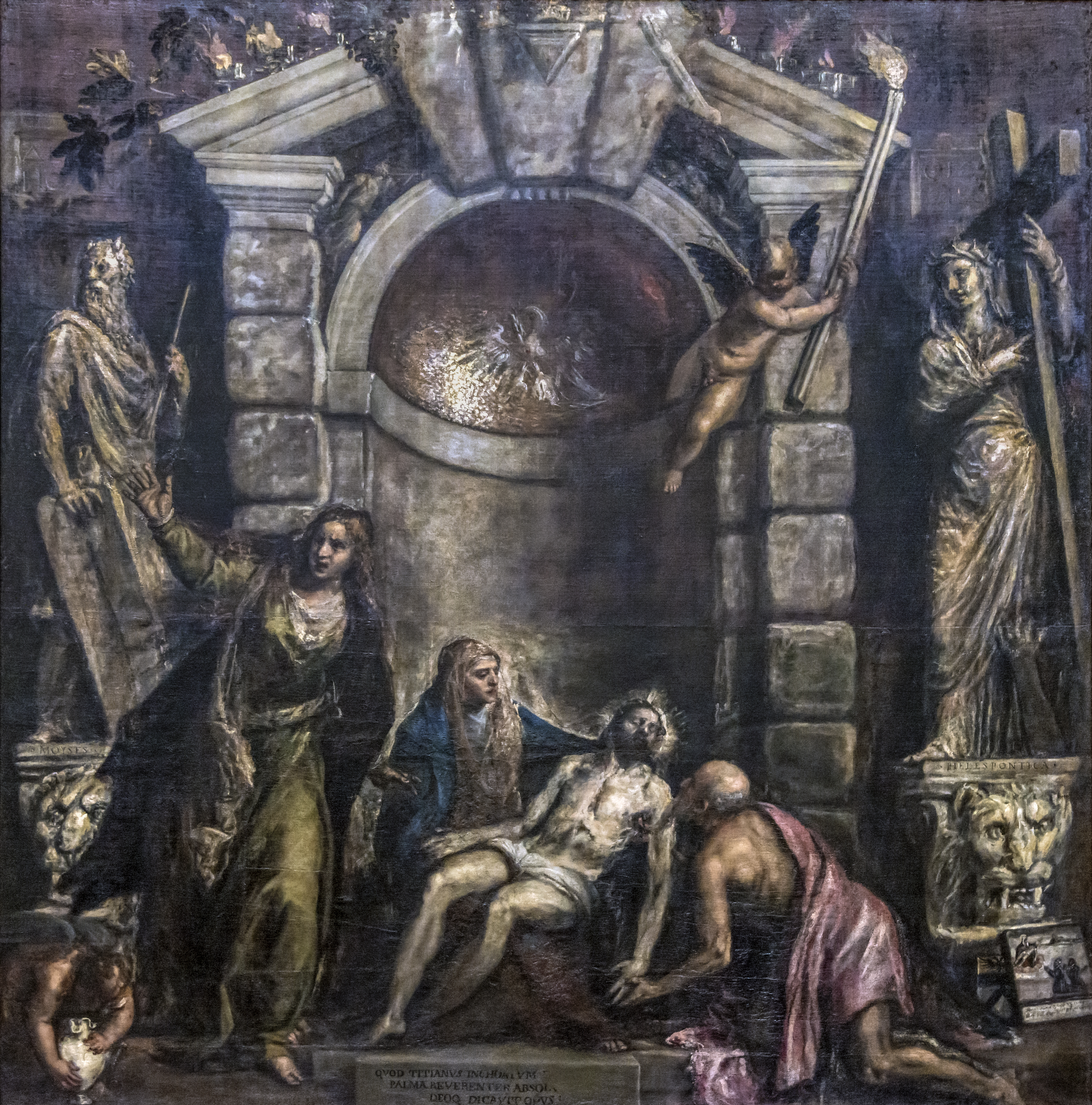
Pieta (1570/78, Gallerie dell´Accademia, Benátky)

V době nové vlny morové epidemie malíř 27. srpna 1576 náhle zemřel. Byl pohřben v kapli Ukřižování benátského klášterního kostela Santa Maria Gloriosa dei Frari. Nedlouho poté zemřel na morovou nákazu i Tizianův syn Oratio, který byl jeho dlouholetým spolupracovníkem.

## Umělecká tvorba
V Tizianově malbě se barva stala prostředkem k uměleckému přenosu přírody a člověka z prostoru do dvourozměrného obrazového zpodobnění. Barva mu současně nahrazovala kresbu a zdůrazňovala modelaci založenou na kontrastu světla a stínu. Ve vztahu k této skutečnosti Giorgio Vasari zmínil slova benátského, a později římského malíře Sebastiana del Piombo, týkající se způsobu Tizianovy malby. Del Piombo totiž tvrdil, že kdyby se Tizian věnoval kresbě, byl by dokázal úžasné věci. Současně tím vystihnul principiální rozdíl mezi benátskou malbou založenou na barvě a florentsko-římskou malířskou školou založenou na předkresbě (skice) či kresebné studii.

### Nástěnné malby

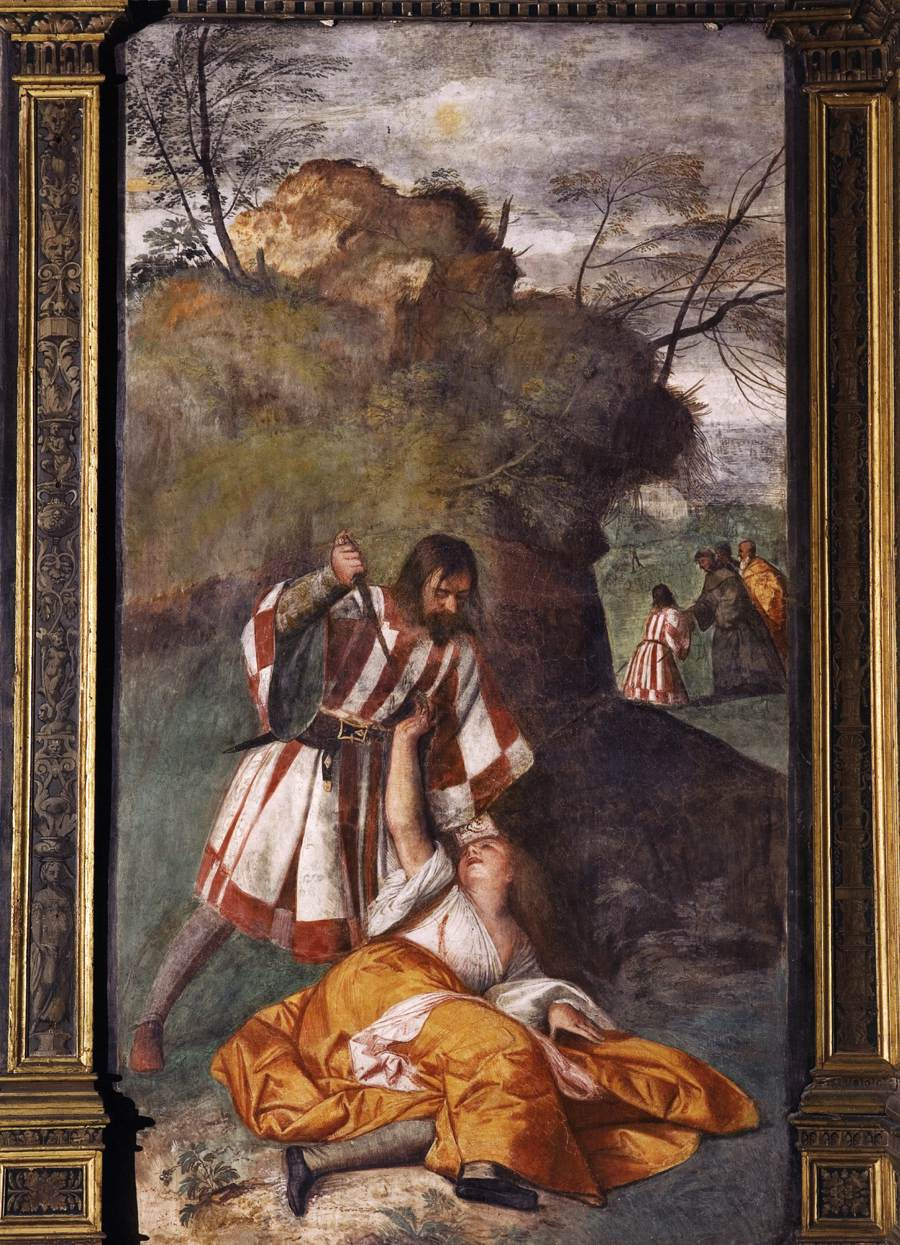
Freska Zraněná žena z cyklu Zázraky sv. Antonína (1511, Scuola del Santo, Padova)

Tizian strávil jako učeň nějakou dobu u malíře fresek Sebastiana Zuccata, a proto nepřekvapí, že první vytvořená díla byla namalována technikou fresky. Ty z fasády skladu německých obchodníků v Benátkách, zvaném Fondaco dei Tedeschi, malované společně s Giorgionem, se však, až na fragmenty, nedochovaly. Uvádí se, že Tizian na fasádu skladu přivrácenou do uličky namaloval ženskou postavu s mečem v ruce, a to snad v reakci na ohrožení Benátek vojskem císaře Maxmiliána I. Habsburského. Morová epidemie však Tiziana přinutila k odchodu z Benátek do Padovy, kde vznikl do dnešních dnů dochovaný cyklus fresek ze života sv. Antonína. Nebyly to však poslední fresky namalované Tizianem, neboť Vasari uvádí, že o deset let později ještě pracoval na freskách ve Vicenze a po návratu do Benátek freskami vyzdobil i průčelí paláce Grimaniů. Ani tyto fresky se však nedochovaly. Již manýristické rysy malby vykazovaly nástropní fresky v kostele Santo Spirito v Isole, které Tizian namaloval v letech 1542 až 1544.

### Obrazy

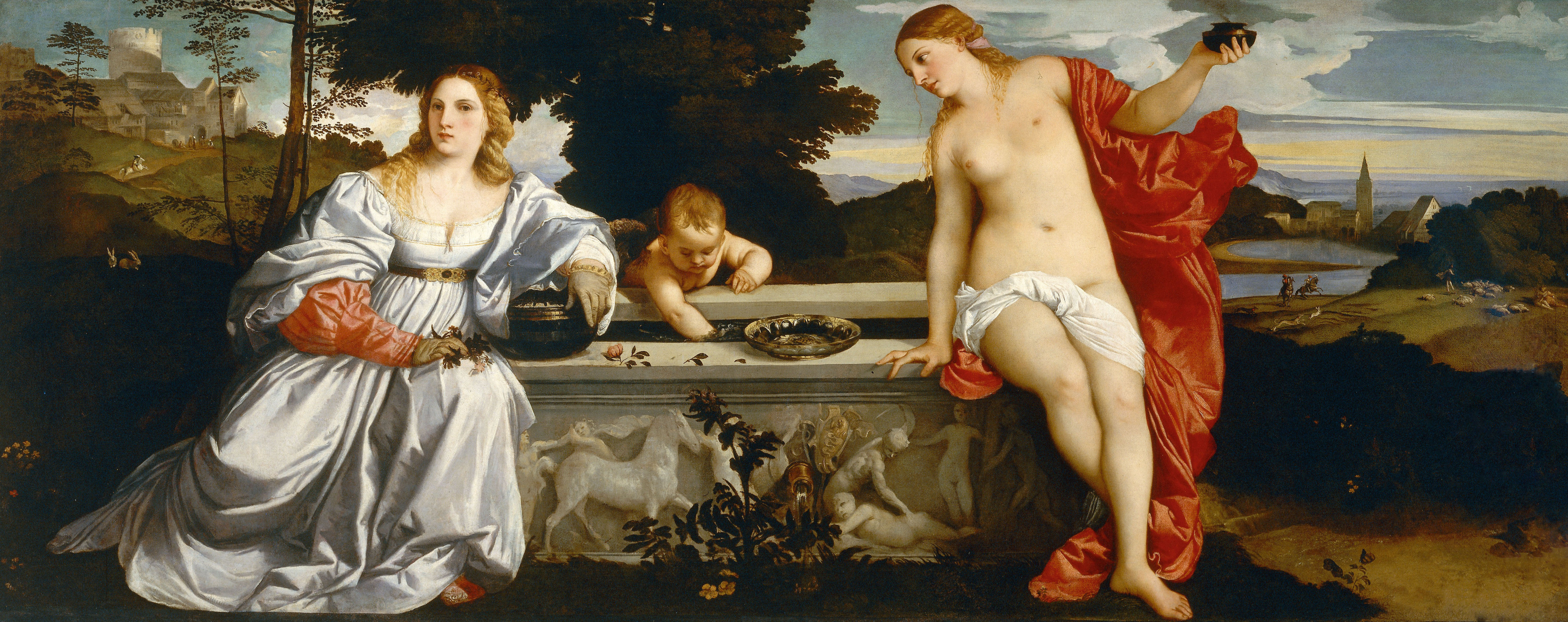
Láska nebeská a láska pozemská (1513/15, Galleria Borghese, Řím)

Paralelně s malbou fresek Tizian začal malovat i všeobecně obdivované obrazy vykazující poučení na Giorgionově malbě. Jedno z prvních velkolepých pláten plné barevnosti byl Tizianův obraz známý pod názvem Láska nebeská a láska pozemská (1513/15, dnes Galleria Borghese, Řím). „Lásku nebeskou“ na obraze představuje nahá žena, jejíž postavu malíř umístil na pozadí s kostelíkem, modrým nebem a jezery, symboly čistoty, zatímco „oblečená žena“ má na hlavě myrtový věneček jako symbol manželské věrnosti, s městečkem a pastýři oveček na pozadí obrazu, jež představují pozemské statky. Obraz dvou plavovlasých žen, oblečené a nahé, byl podnětem k řadě různých výkladů. Erby na sarkofágu, na kterém ženy sedí, patří Niccolo Aureliovi, sekretáři benátské Rady deseti, zatímco ten druhý rodině padovského právníka, ze které pocházela Laura Bagarottová. V květnu 1514 Niccolo a Laura uzavřeli sňatek, a proto někteří historici umění obraz považují za svatební dar. Emma Michelettiová v Pijoanových Dějinách umění/6 však uvedla, že se Tizian nechal inspirovat episodou z Flaccova eposu Argonautika, případně v podobě obou žen malíř zachytil podobu své milenky Violanty. O několik let později Tizian namaloval svůj první reprezentativní oltářní obraz nazvaný Nanebevzetí Panny Marie (Assunta). Olejomalba na rozměrné dřevěné desce byla určena pro klášterní kostel Santa Maria Gloriosa dei Frari. Oltářní obraz si u Tiziana zadala františkánská komunita v roce 1516. Oproti obrazu Láska nebeská a pozemská se Nanebevzetí vyznačovalo výraznou barevností použitou malířem k vyjádření mimořádné dramatičnosti děje. Barvám dominuje karmínová červeň na apoštolovi vpravo, na sv. Janu Evangelistovi a na Panně Marii. Tato barva vytváří základní kompoziční trojúhelník spojující pozemskou sféru s tou nebeskou.

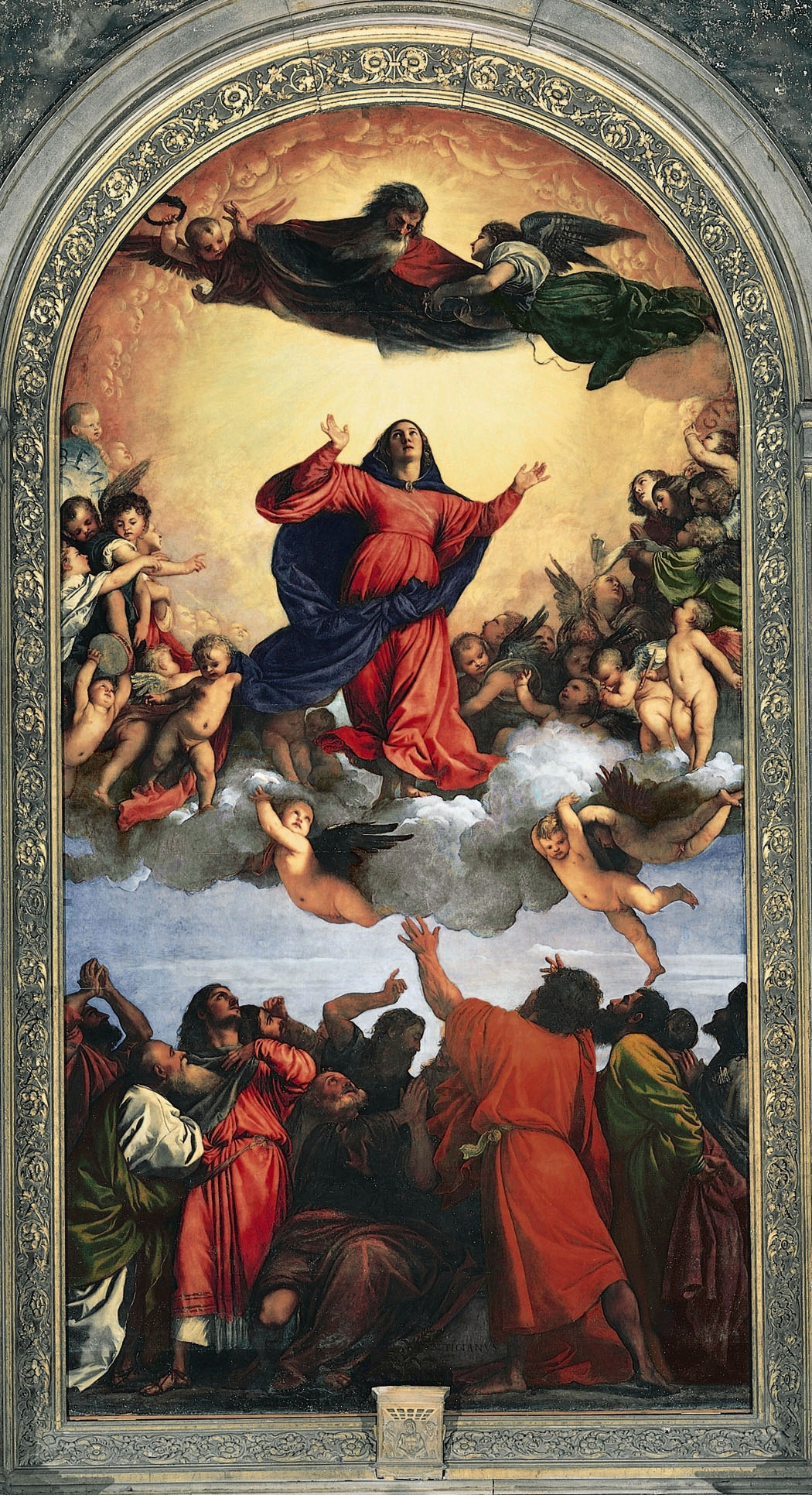
Nanebevzetí Panny Marie (1516/18, Santa Maria Gloriosa dei Frari, Benátky)

Na bočním oltáři kostela „dei Frari“ byl umístěn již výše zmíněný Retáb Pesarů, který vycházel z dřívějších Sacra conversazione, jak je v Benátkách malovaly rodiny Belliniů a Vivariniů v druhé polovině quattrocenta. Tizian porušil tuto tradici tím, že postavu Panny Marie posunul mimo střed obrazu a trůn umístil šikmo, čímž narušil klasickou obrazovou symetrii. Oba oltářní obrazy tak představovaly vrcholná malířská díla prvního období Tizianovy tvorby spadající do let 1510 až 1530. Dramatické napětí oltářní Assunty lze v tomto období dokonce spatřit i v jeho mytologických obrazech. Vzrušená atmosféra je dobře patrná v obraze Bakchus a Ariadna, jež čerpá z Ovidiovy tematiky. Tizian takovýmto mytologickým obrazům říkával „básně“ nebo „poezie“. Obraz nacházející se dnes v londýnské National Gallery byl původně určen pro alabastrový kabinet ferrarského vévody Alfonse I. d´Este. Během práce na tomto obraze, v době mezi roky 1516 a 1520, Tizian také dokončil obraz Hostina bohů (1514), kterou Giovanni Bellini již pro vévodu nestačil dokončit. Třetím obrazem určeným pro vévodův kabinet byl obraz ferrarského malíře Dosso Dossiho nazvaný Slavnost Kybelina. Vedle uvedených tří mytologických obrazů určených pro ferrarského vévodu Tizian ještě namaloval obraz Venuše vystupující z vln (1522, dnes skotská National Gallery, Edinburgh). Z téže doby pochází i Tizianův obraz namalovaný pro kostel San Francesco v Anconě nazvaný Madona se sv. Františkem, sv. Alvisem a donátorem.

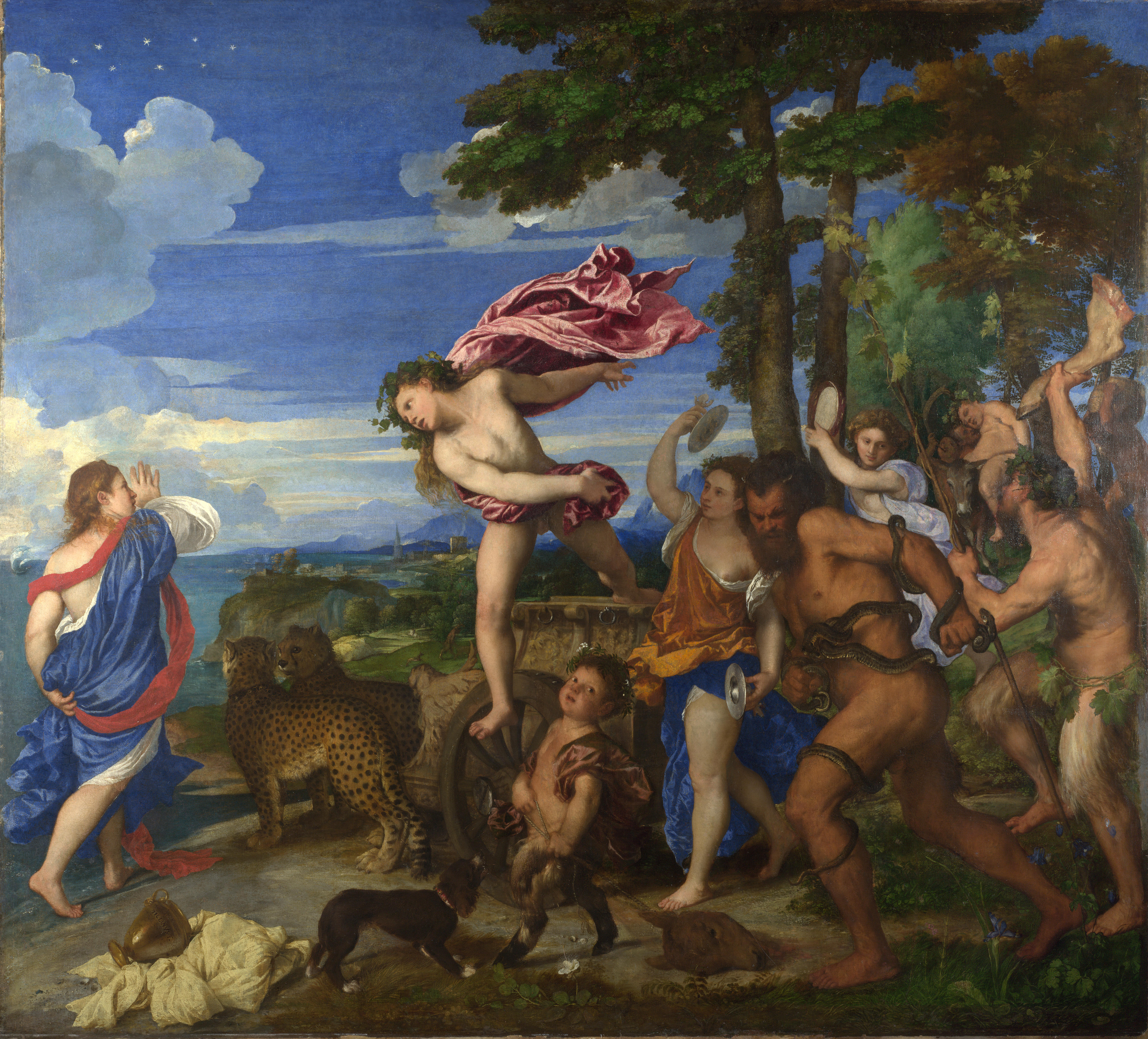
Bakchus a Ariadna (1516/20, National Gallery, Londýn)

Na počátku srpna 1530 Tizianovi zemřela manželka Cecilie, což způsobilo, že mistr přestal na několik měsíců pracovat. Tato událost poznamenala Tizianovu tvorbu po dalších dvacet let. Během tohoto druhého období malířovy tvorby vznikla řada celofigurálních portrétů, portrétů polopostav, ale i sedících osob, včetně portrétů císaře Karla V. a papeže Pavla III. V této době pracoval především pro císaře a papeže, ale téměř přestal pracovat pro benátskou Serenissimu. Teprve v roce 1534 začal pracovat na velikém obraze zvaném Mariina cesta do chrámu. Obraz namaloval mezi roky 1534 a 1538 pro bratrstvo Albergo della Scuola della Carita, dnešní Gallerie dell´Accademia, kde visí na původním místě i v současnosti. Po dramatické atmosféře znázorněné na obraze Assunty se v obraze Mariiny cesty do chrámu malíř vrátil k poklidné atmosféře, kterou znal z obrazů Giovanni Belliniho nebo Vittora Carpaccia. Oproti předchozím obrazům se Tizian barevností obrazu znovu přiblížil k zobrazené realitě, zvláště pokud se týče barevnosti architektury s převažujícími odstíny žluti, jež je blízká benátské skutečnosti. Slavnostní atmosféra obrazu se tak stala předzvěstí budoucího obrazu Paola Veroneseho nazvaného Svatba v Káni galilejské.

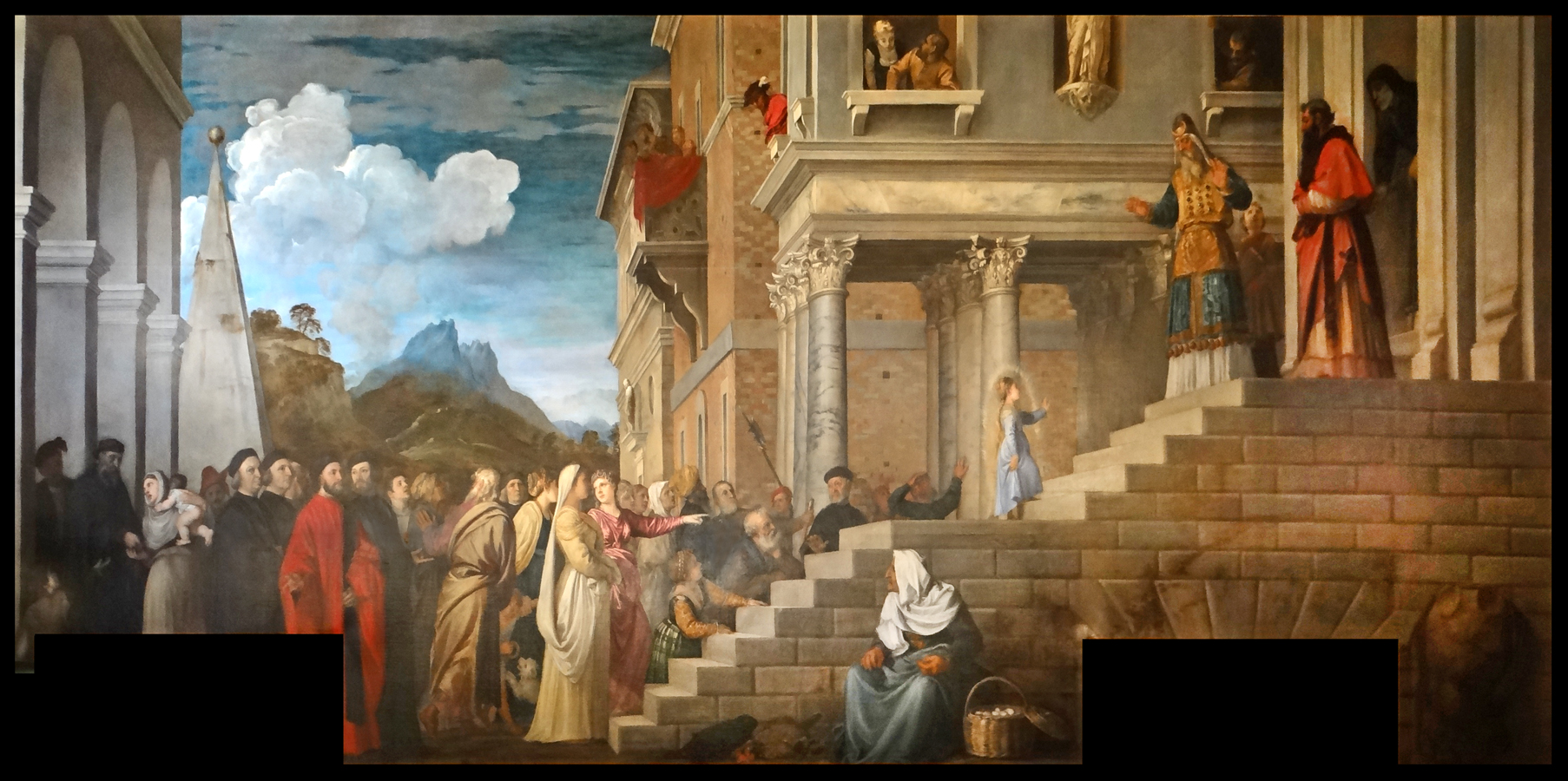
Mariino uvedení do chrámu (1534/38, Gallerie dell´Accademia, Benátky)

V druhé polovině středního období v Tizianově tvorbě převládají mytologické obrazy, především různá vyobrazení Venuše jako bohyně krásy a lásky. Nepřekvapí proto, že Venuše urbinská (1538), vedle obrazu Mariiny cesty do chrámu, dominuje tomuto období. Schéma obrazu nezapře malířovu důvěrnou znalost Giorgionova obrazu Spící Venuše (1510), který po malířově předčasné smrti Tizian dokončil domalováním krajiny. Následovaly dvě varianty obrazu Venuše s varhaníkem a psíkem (1545) a Venuše s varhaníkem a Amorem (1548). Druhou variantu obrazu měl darovat císař Rudolf II. Habsburský králi Filipovi III. Španělskému. Obě varianty obrazu jsou vystaveny v madridském Pradu. Někteří historici umění uvádějí, že v postavě varhaníka Tizian zpodobnil Filipa II. Španělského. Také varianta obrazu s Amorem posloužila jako dar císaře Karla V. biskupovi Antoine Perrenotovi de Granville za prokázané služby. Další varianty tohoto obrazu najdeme ve florentských Uffiziích či v berlínské obrazové galerii.

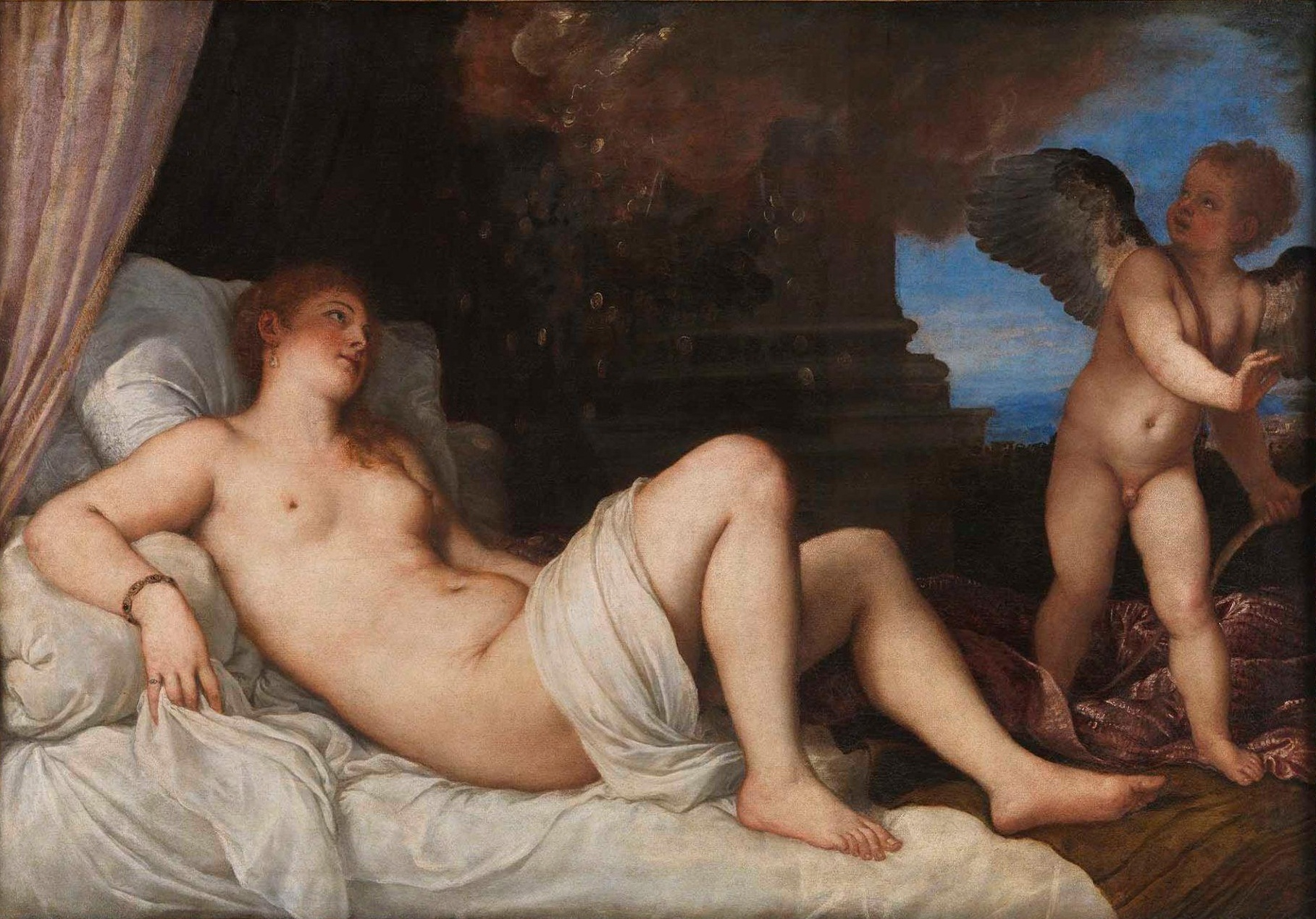
Danae s Amorem (1545/46, Muzeum a národní galerie Capodimonte, Neapol).

Jedním z nejvýznamnějších obrazů, které Tizian namaloval v Římě, byl obraz Danae s Amorem určený pro Ottavia Farnese. Obraz byl současně Tizianovým holdem Michelangelovi, který obraz viděl a příznivě se o něm vyjádřil. I tento obraz patřící k nejkrásnějšímu Tizianovu vyobrazení ženského aktu existuje v několika variantách. Variantu Danae se služebnou namaloval Tizian v letech 1553 až 1554 (dnes madridské Prado) a nabídl ji Filipovi II. Španělskému.
Těmito mytologickými obrazy Tizian vstoupil do posledního období své tvorby spadající mezi roky 1550 až 1576. Z Augsburgu se Tizian vrátil do Benátek a hned začal pracovat pro Serenissimu a pro různé církevní instituce. Nepřestal malovat ani pro císaře Karla V., po jehož abdikaci (1555), se Tizianovým hlavním objednavatelem stal císařův syn Filip II., v té době již král španělský. Právě pro něho Tizian namaloval dva protějškové obrazy s mytologickou tematikou nazývané Diana a Aktaión (1556/59; dnes National Gallery of Scotland, Edinburgh) a Diana a Kallistó (1556/59; dnes tamtéž). Oba obrazy uzavírají období 50. let 16. století. Malíř v nich použil zářivé odstíny červené, hnědé a šedé barvy v kombinaci se sytou modří oblohy. Později ještě pro krále namaloval další dva obrazy, které náležejí do stejného cyklu „básní“ – Európa unášená býkem a Aktaión rozsápaný vlastními psy.

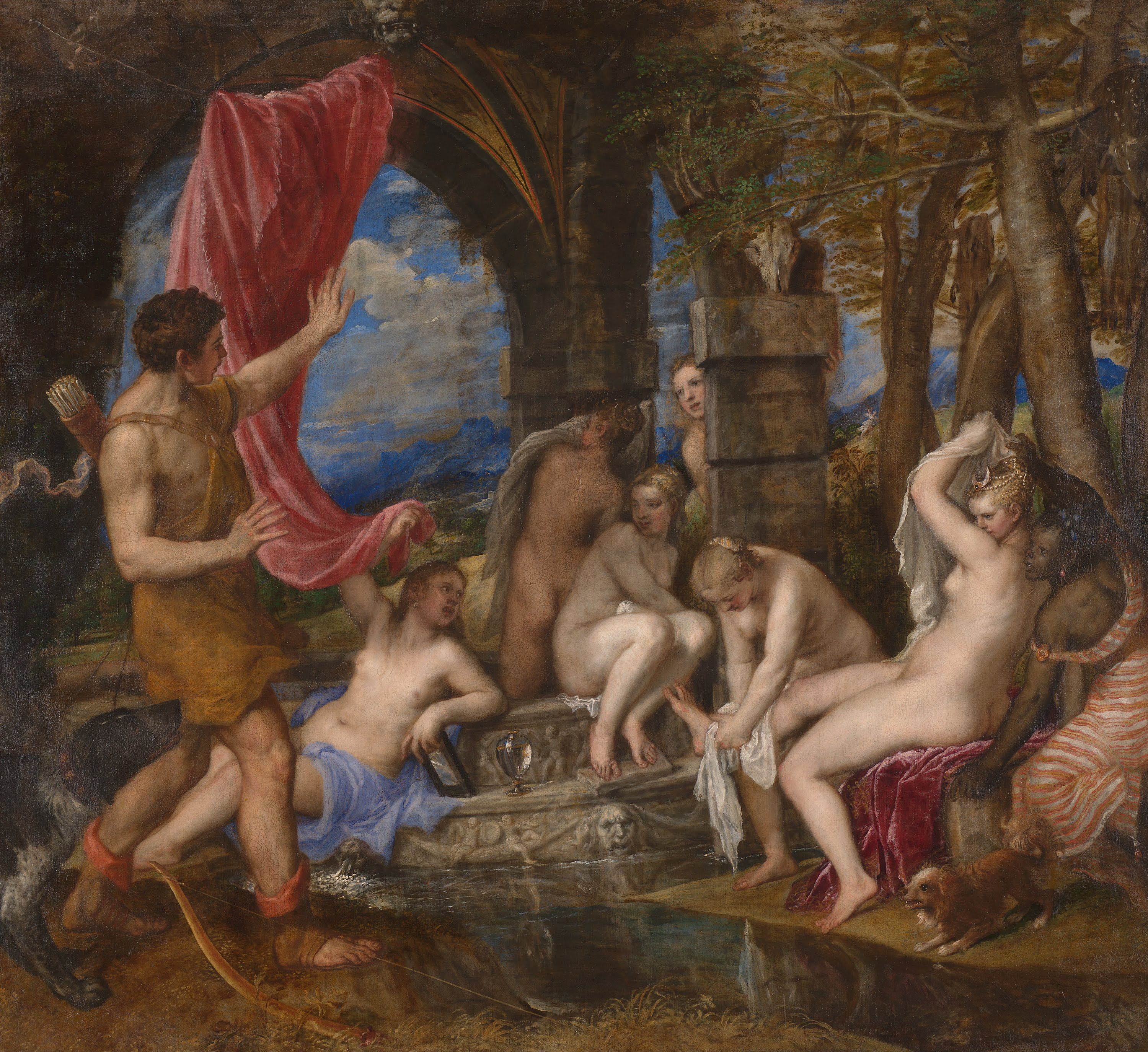
Diana a Aktaión (1556/59, National Gallery of Scotland, Edinburgh)

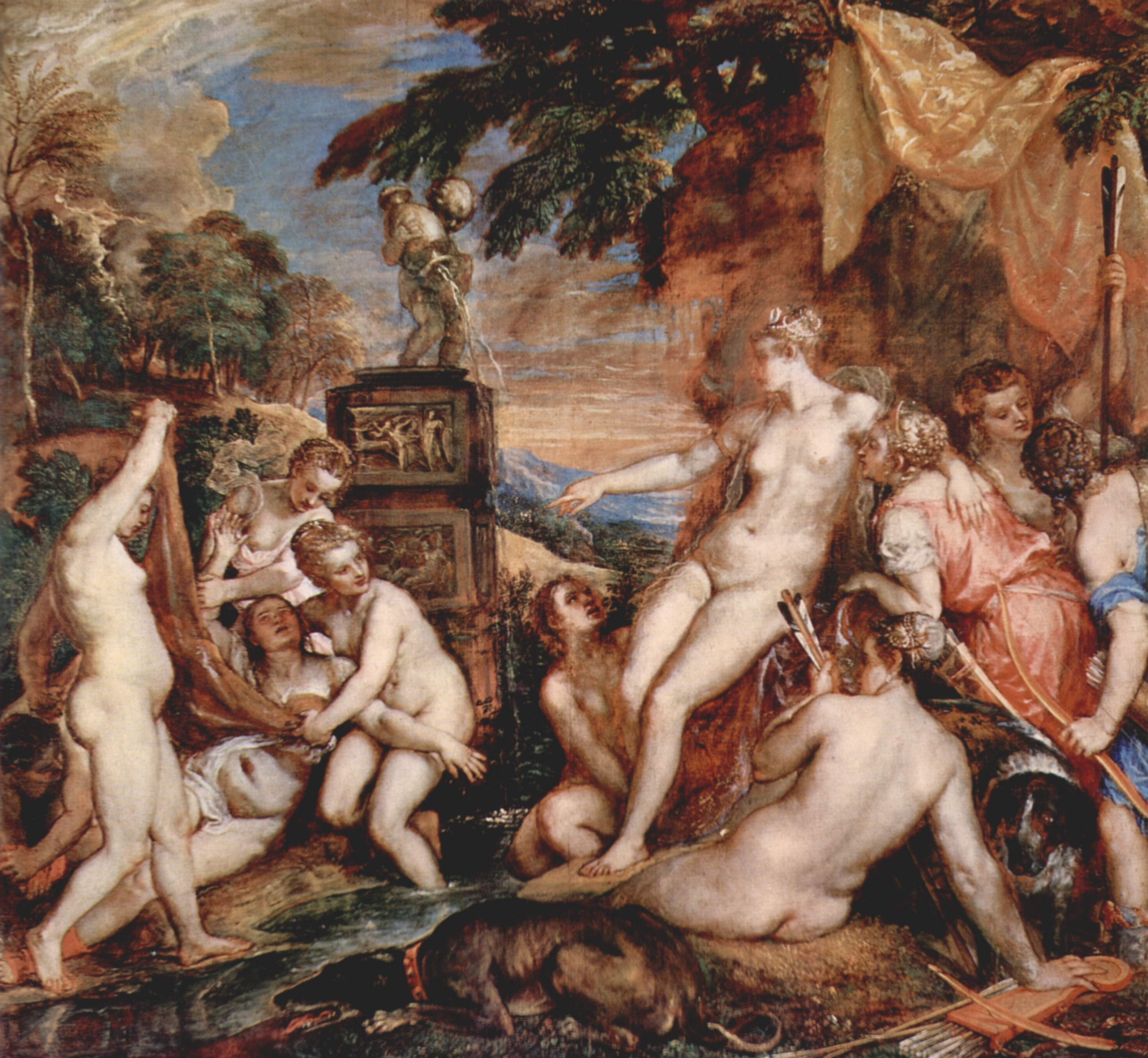
Diana a Kallistó (1558/59, National Gallery of Scotland, Edinburgh)

Asi do poloviny 60. let 16. století lze zařadit obraz Ukřižovaní Ježíše Krista a kajícího se zločince (dnes Pinacoteca Nazionale di Bologna). Obrazu dominují až neskutečné odstíny žluté a hnědé barvy a měnící se intenzita světelného kontrastu. Obraz je tak plný světelných efektů, z nichž vystupují těla obou ukřižovaných postav. Neméně tragickou atmosférou se vyznačuje i jedno z posledních malířových děl, Tizianův obraz z období kolem roku 1570. Zobrazuje mytologický příběh satyra Marsya z Frýgie. Malíř se mohl inspirovat nejen příběhem z Ovidiových Proměn, ale i z předchozích vyobrazení tohoto zápasu člověka s osudem, jak je zpracovali Andrea Schiavone (1510–1564) v obraze Midasův soud nebo kresbou Giulia Romana, kterou jeho spolupracovníci převedli do fresky nacházející se v Camera del Ovidio v mantovském Palazzo del Te. Tizianův obraz Apollón a Marsyas (dnes v Arcidiecézním muzeu Kroměříž) pozorovatele může překvapit vyobrazením mučeného Marsya hlavou dolů, což připomíná umučení některých křesťanských světců. Mimo to Tizian sebe sama vyobrazil na plátně dvakrát: jednou jako krále Midase, rozhodčího sporu mezi Apollónem a Marsyem, jednak jako melancholického boha Saturna. Obraz, který existuje ještě v pozdější kopii, je považován za jeden z vrcholů pozdní Tizianovy tvorby, v němž malíř prožíval lidský nepokoj měnící se v bolestnou meditaci o umění a životě jako takovém. Přestože je obraz signován, zůstal zřejmě nedokončen, stejně jako jeho poslední obraz Pieta. Obrazy Ukřižování, Apollón a Marsyas a Pieta jsou nepochybně vyjádřením malířových úvah o blížící se smrti. Nedokončenost obrazu Apollón a Marsyas uznává však jen část historiků umění, zatímco jiní ho považují za zcela dokončený, a to buď mistrem nebo někým z následovníků jako byl Palma il Giovane.

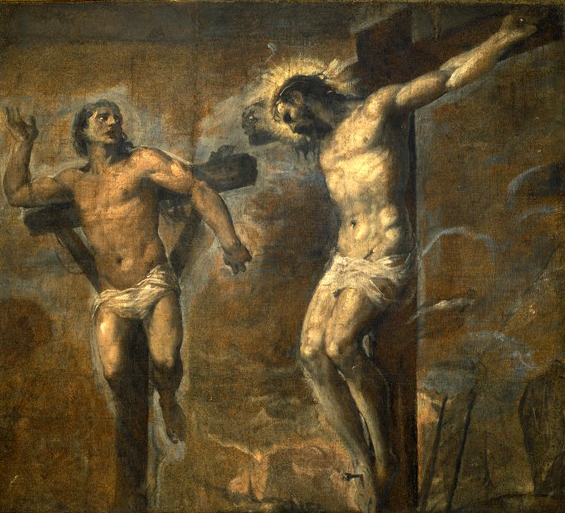
Ježíš Kristus ukřižovaný spolu s litujícím zločincem (asi 1566, Pinacoteca Nazionale di Bologna, Bologna)

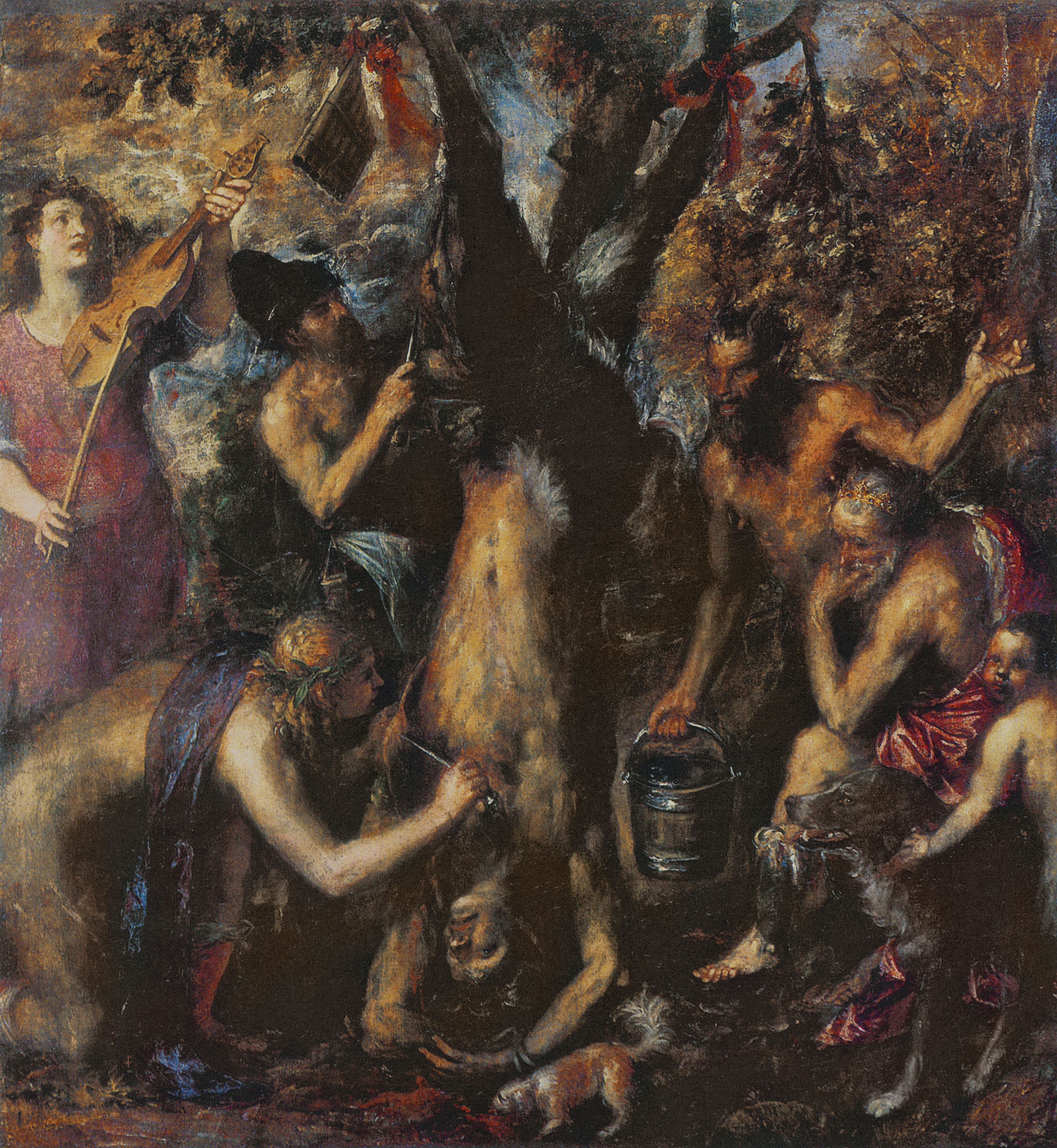
Apollón a Marsyas (asi 1570, Zámecká galerie, Kroměříž)

V uměleckých sbírkách na území České republiky se nacházejí ještě další dva obrazy připisované Tizianovi nebo jeho dílně. Oba obrazy se nacházejí v Obrazárně Pražského hradu. Obraz Toaleta mladé ženy je znám v několika verzích, přičemž za prvotní je považován obraz v pařížském Louvru. Pražská verze z let 1512/15 není však jen pouhou kopií pařížského obrazu, i když možná vznikla za spoluúčasti dílny. Za dílenskou práci je naopak považován nevelký obraz Madony s Ježíškem a sv. Janem Křtitelem pocházející z 60. let 16. století. Oba obrazy byly poškozené, ale jejich poslední restaurátorské opravy současně odhalily jejich nesporné kvality. To je vše, co zůstalo ze sbírek Rudolfa II. nacházejících se v jeho Kunstkomoře a v obrazové galerii, kde soupis z roku 1621 zmiňuje 949 obrazů, z toho jedenáct originálních Tizianových pláten a čtyři obrazové kopie.

### Kresby a grafické listy

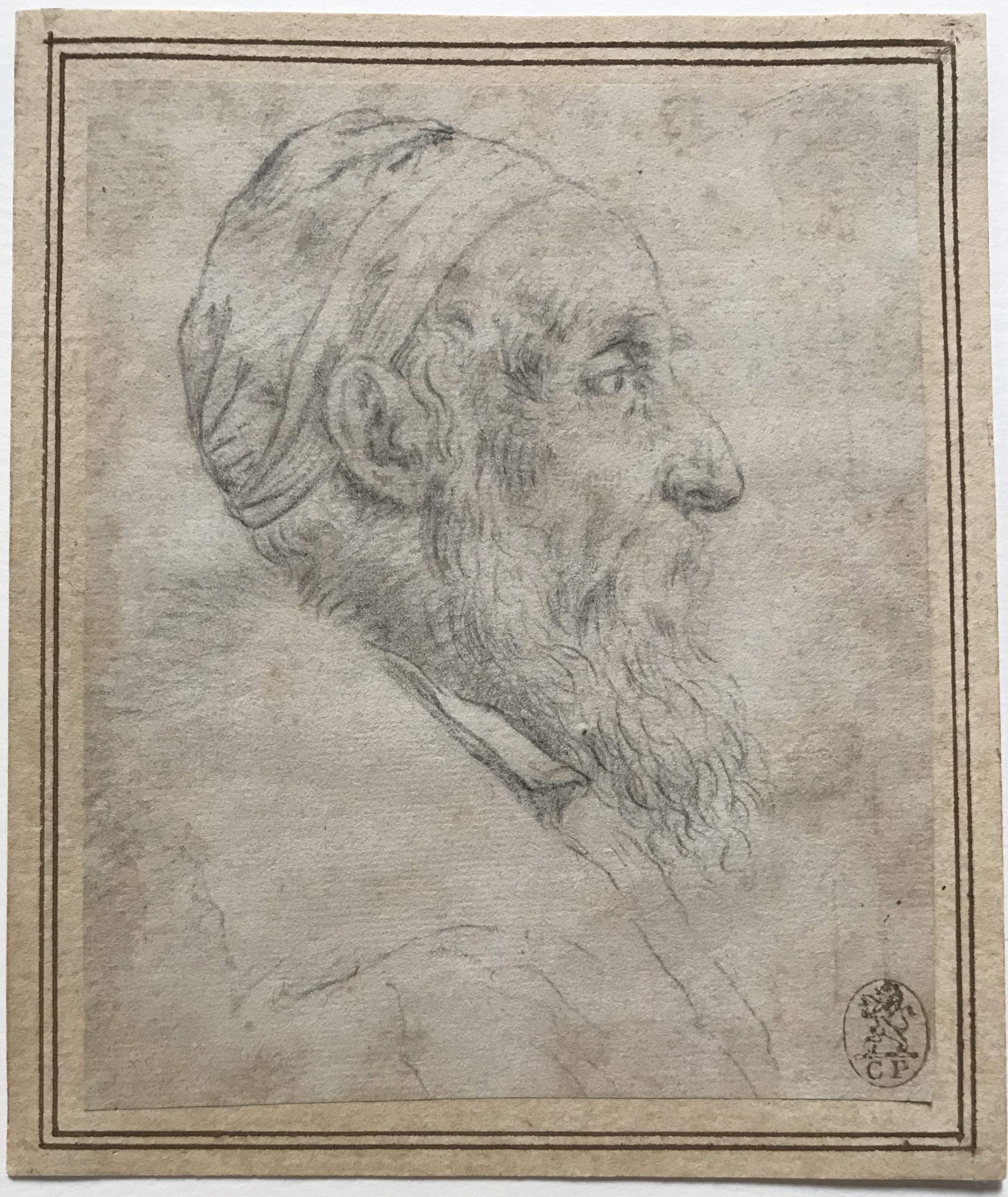
Tizianův autoportrét (kresba černou a bílou křídou a uhlem z doby mezi 1560 a 1570)

Výše zmíněná poznámka Sebastiana del Piombo na Tizianovu adresu, kterou uvádí Vasari ve svých „Životopisech“, a to „... kdyby se věnoval kresbě, byl by dokázal úžasné věci – ..“, neodpovídá realitě. Do dnešní doby se totiž dochovala řada mistrových kreseb nejen z prvních desetiletí 16. století, ale i z Tizianova pozdního období. Dokladem jeho práce na malbě pro Dóžecí palác s názvem Bitva u Spoleta z druhé poloviny 30. let 16. století (malba zničená při požáru paláce v roce 1577) je Tizianova kompoziční studie k tomuto obrazu. Kresba se nachází v pařížském Louvre. Dokladem pozdní mistrovy kresby může být nedávno objevený malířův autoportrét provedený bílou a černou křídou a uhlem. Podle malířovy podoby byla kresba vročena mezi roky 1560 a 1570, tj. do doby, kdy Tizianovi bylo více než 70 let. Tato znovuobjevená Tizianova kresba se objevila na mnichovské aukci před Vánocemi v roce 2020.

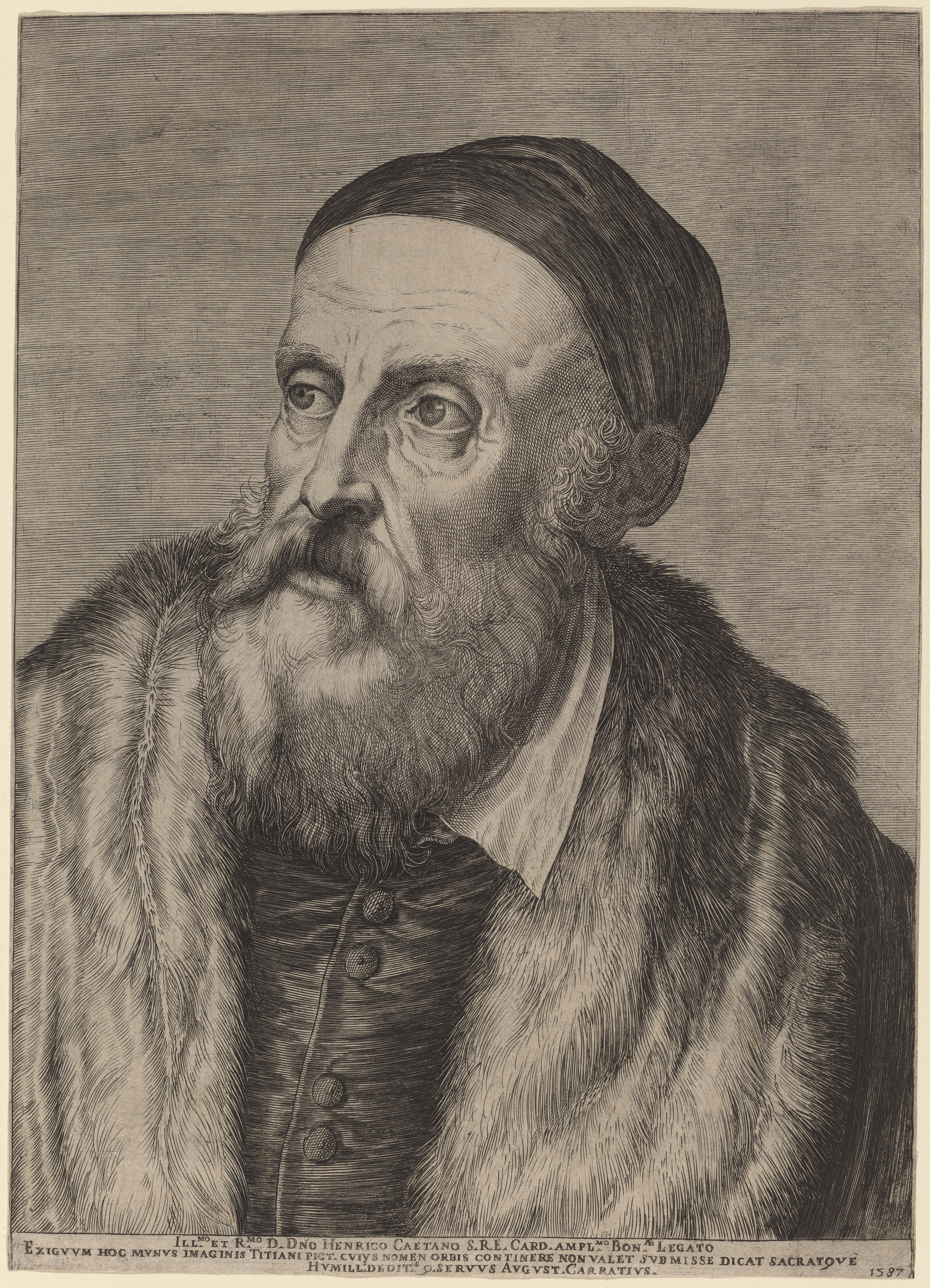
Tizian (1587, rytina Agostina Carracciho podle Tizianova autoportrétu, NG, Praha)

Zatímco Tizianovy kresby nebyly převedeny do rytiny, zájem o jeho obrazy vedl nejen ke vzniku řady kopií, autorských i dílenských, ale i k četným převodům jeho obrazů do podoby rytiny. Řadu jeho obrazů převedl do rytiny nizozemský grafik Cornelis Cort (1533?–1578), který se přestěhoval do Benátek a v letech 1565/66 a 1571/72 bydlel v Tizianově domě. Do rytiny převedl celkem patnáct mistrových obrazů, včetně Tizianových obrazů Sv. Jeroným na poušti nebo Diana a Actaión či Diana a Callistó. Na Cortovu ryteckou činnost navázal Agostino Carracci, Ital, který v 80. letech 16. století nejméně čtyřikrát navštívil Benátky, aby zde jako rytec reprodukoval obrazy italských mistrů, včetně Tiziana. Podle mistrova autoportrétu z let 1550/60 vytvořil vynikající rytinu zdařile reprodukující nejen jeho oblečení, ale i výraz mistrovy stárnoucí tváře. Existují však i další transformace Tizianových autoportrétů do rytiny, jak to dokládá dřevoryt Giovanni Britta (činný v Benátkách kolem roku 1540) nazvaný Tizian s mědiryteckou tabulkou. Mnoha dalším rytinám vděčíme za to, že nám zprostředkovaly možnou představu o dnes již neexistujících Tizanových malbách. Příkladem může být Tizianův obraz Bitva u Cadoru, určený pro Dóžecí palác, který známe právě jen z rytiny, neboť toto dílo bylo zničeno při požáru paláce v roce 1577.

## Výstavy Tizianových děl na území České republiky

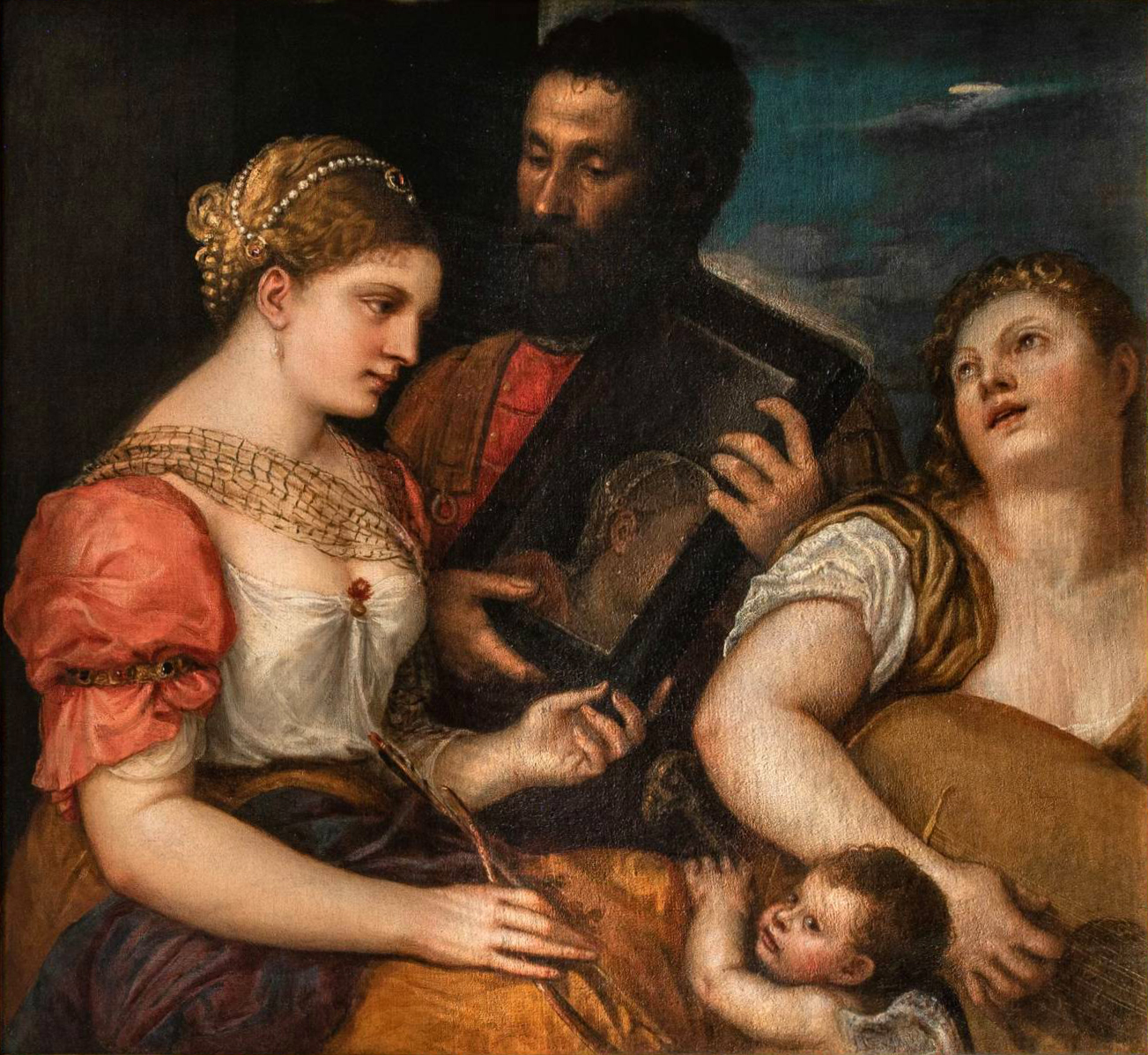
Alegorie lásky (zápůjčka ze soukromé sbírky do Obrazárny Pražského hradu, Praha)

Ve 20. století byla Tizianova díla vystavena několikrát, a to:
- 1904 v rámci výstavy Umění v Praze Rudolfa II.;
- 1937 na pražské výstavě Sbírky Rudolfa II.;
- Přelom roku 1976 a 1977; výstava ke 400. výročí Tizianovy smrti uskutečněná v Královském letohrádku.

V 21. století se zatím uskutečnily dvě výstavy, a to:
- 2015 (15. prosinec) – 2016 (20. březen) se uskutečnila výstav v Konírně Pražského hradu pod názvem Tiziano – Vanitas. Básník obrazu a odstínu krásy.
- 2016 – do expozice Obrazárny Pražského hradu byla instalována Tizianova Alegorie lásky jako střednědobá zápůjčka ze soukromé české sbírky.
- 2020 (3. prosinec) byla otevřena výstava Luk a lyra představující veřejnosti skvosty ze sbírek nacházejících se v Arcibiskupském zámku v Kroměříži, včetně Tizianova obrazu Apollón a Marsyas.

## Umělecko-historický význam Tizianova díla
Tizianova malba v prvních dvou desetiletích 16. století vykazovala poučení na dílech Gentile a Giovanni Belliniů, ale především na způsobu malby, jak ji realizoval Giorgione. Ve středním období malíř nepodlehl vlivu manýristických malířů, ale jeho malba se dramaticky proměnila po roce 1550. V té době Tizian začal stále častěji barvy nanášet na plátno rozhodnými tahy širokých štětců, které mu umožňovaly dokončit malbu četnými barevnými skvrnami, takže obraz byl dobře patrný až při pohledu z dálky. Teprve na tuto silnou barevnou vrstvu nanášel i několik vrstev průsvitných lazur, kterými obraz dokončil. Tato pozdní technika Tizianovy malby ovlivnila nejen jeho současníky, jako byli Tintoretto a Veronese, ale později i Petra Paula Rubense, Diega Velázqueze, a dokonce i Eugèna Delacroixe či Augusta Renoira.
Tizian je hlavní postavou opery Rafaela Kubelíka Cornelia Faroli.